# 여정만리
여정만리는 한국에서 제작된 양인은 감독의 1962년 영화이다. 김진규 등이 주연으로 출연하였고 차태진 등이 제작에 참여하였다.

## 출연

### 주연
- 김진규
- 문정숙
- 김승호
- 김신재

## 제작진
- 조명: 윤기환
- 미술: 임명선